# Kevin Wauthy
Kevin Wauthy (Anderlecht, 25 augustus 1983) is een Belgisch doelman die onder contract staat bij FCV Dender EH. Hij kwam eerder uit voor AFC Tubize en Antwerp FC.

## Statistieken
| Club       | Seizoen    | Totaal aantal wedstrijden | Competitie- wedstrijden | Doelpunten |   |   |
| ---------- | ---------- | ------------------------- | ----------------------- | ---------- | - | - |
| Antwerp FC | 2007/08    | 14                        | 8                       | 0          | 0 | 0 |
| Antwerp FC | 2008/09    | 10                        | 2                       | 0          | 0 | 0 |
| Antwerp FC | 2009/10    | 22                        | 15                      | 0          | 1 | 0 |
| Antwerp FC | 2010/11    | 22                        | 15                      | 0          | 1 | 0 |
| Antwerp FC | 2011/12    | 4                         | 1                       | 0          | 0 | 0 |
| Totaal     |            | 83                        | 48                      | 0          | 2 | 0 |
| Bijgewerkt | 11-11-2011 |                           |                         |            |   |   |